# Prologis
Prologis est un fonds d'investissement américain spécialisé dans la gestion d'entrepôts et de bâtiments logistiques. Son siège social est situé à San Francisco.

## Histoire
En avril 2015, Prologis acquiert, via sa co-entreprise Prologis U.S. Logistics Venture, KTR Capital Partners, une entreprise présente également dans la gestion logistique, pour 5,9 milliards de dollars.
En avril 2018, Prologis annonce l'acquisition de DCT Industrial pour 8,4 milliards de dollars, renforçant sa présence sur la côte est et ouest des États-Unis.
En juillet 2019, Prologis annonce l'acquisition pour un montant de 4 milliards de dollars de la filiale Industrial Property Trust de Black Creek Group, filiale spécialisée dans les entrepôts et bâtiments logistiques autour des grandes villes américaines.
En octobre 2019, Prologis annonce l'acquisition de Liberty Property Trust, pour 12,6 milliards de dollars en échange d'actions. L’accord donnerait à Prologis 5,1 millions de pieds carrés d’aménagements en cours à travers les États-Unis, 1 684 acres de terrain pour le développement de la logistique du meuble et 5 millions de pieds carrés d’espaces de bureaux.
En mai 2022, Prologis annonce faire une offre d'acquisition sur Duke Realty pour 26 milliards de dollars en échange d'actions,.
En juin 2023, Prologis annonce l'acquisition d'un ensemble de propriétés industrielles de Blackstone pour 3,1 milliards de dollars.